# Бјелопољски партизански одред
Бјелопољски народноослободилачки партизански (НОП) одред је био партизанска јединица у саставу Народноослободилачке војске и партизанских одреда Југославије током Другог светског рата у Црној Гори.

## Историјат
Формиран је фебруара 1942. од дотадашњег Бјелопољског партизанског батаљона. Имао је 5 батаљона и око 500 бораца, и био под непосредном командом Главног штаба НОП одреда за Санџак. Дејствовао је на територији тадашњег среза Бијело Поље. У периоду фебруар—март водио је честе борбе са четницима у рејону Бијело Поље—Бјеласица—Мојковац. Почетком априла држао је положаје према Бјеласици и Ракити, и садејствовао партизанским снагама које су водиле борбе у ширем рејону Колашина. У истом месецу водио је успешне борбе против четника код Миоча и Равне Ријеке, а крајем априла одбацио јаче италијанско-четничке снаге које су биле извршиле испад из Бијелог Поља према Горњим Селима. Почетком маја водио је борбе са четницима у рејону Мојковца, а крајем месеца повукао се према планини Љубишњи и ушао у састав 3. санџачке бригаде као њен 3. и 4. батаљон. У октобру 1943. формиран је нов Одред који је садејствовао јединицама 2. корпуса на ширем подручју Бијелог Поља. Априла 1944. Одред је расформиран, а његово људство ушло у састав 3. и 4. санџачке бригаде.